# Schoutenöarna
Schoutenöarna eller Biak (Kepulauan Schouten, tidigare kallad Misore-öarna) är en ögrupp utanför Nya Guinea i västra Stilla havet som tillhör Indonesien.

## Geografi
Schoutenöarna ligger utanför kusten i provinsi (provins) Papua på öns nordöstra del i Cenderawasih Bay (Geelvink-baai). Geografiskt ligger öarna i Melanesien.
Ögruppen har en area om cirka 3 100 km² fördelad på de större öarna:
- Biak, huvudön, cirka 2 600 km²
- Num, cirka 84 km²
- Numfoor (Noemfoor), cirka 335 km²
- Supiori (Soepiori), cirka 660 km²
- Yapen (Korridu), cirka 2 424 km²
- samt en rad mindre öar.

Huvudön har cirka 70 000 invånare och huvudorten heter Biak City på öns södra kust. Den högsta höjden på cirka 1400 m ö.h. ligger på Yapen.

## Kartor

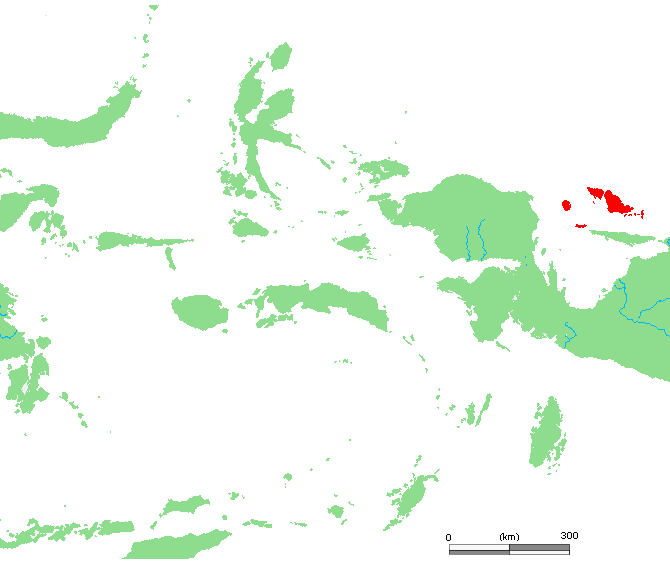
Lägeskarta.
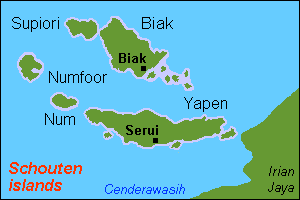
Översiktskarta.

## Historia
Schoutenöarna upptäcktes troligen redan 1528 av spanske kapten Alvaro de Saavedra som då kallade dem Isla de Oro och 1545 av Ortiz de Retez men området föll i glömska och upptäcktes igen 1616 av nederländske Willem Schouten och Jacob Le Maire under deras expedition i Stilla havet.
Det råder oklarheter om öarnas namn då det finns ytterligare en ögrupp Le Maire-öarna som kallas "Schoutenöarna" beläget cirka 800 km längre österut utanför Nya Guineas nordöstra kust.
Den franske kartografen Louis Isidore Duperrey namngav 1823 Le Maire-öarna som "Schouten-öarna" medan Le Maire hade döpt den västra ögruppen så, senare ändrades namnen.
Ögruppen har varit nederländska koloni som övriga Indonesien.
Under andra världskriget ockuperades Biak mellan 1942 och 1944 av Japan.